# Gunung Serawan
Gunung Serawan is een bestuurslaag in het regentschap Simalungun van de provincie Noord-Sumatra, Indonesië. Gunung Serawan telt 2404 inwoners (volkstelling 2010).